# Acido coniferonico
L'acido coniferonico è un acido grasso saturo composto da 18 atomi di carbonio con 4 doppi legami , in posizione 5=6,9=10,12=13,15=16; tutti in configurazione cis.
È stato isolato nelle foglie delle conifere, da cui ha preso il nome comune. Le specie con la più alta concentrazione sono i larici europei o Larix decidua contenenti circa il 44% sul totale di acidi grassi el' Abies grandis (≈38%), Araucaria montana (≈8,9%) e  Abies veitchii (≈7,8%).
Si trova anche nell'olio di semi di pino coreano o Pinus koraiensis (≈14,6%) e Fokienia hodginsii (≈2,8%)
Si presume che sia biosintetizzato dall'acido α-linolenico mediante l'enzima Δ5-desaturasi.  Il rapporto tra la concentrazione di acido coniferonico e quella dell'acido α-linolenico consente la differenziazione tassonomica di alcuni generi vegetali. 
Si trova nelle conifere, insieme ad altri acidi grassi (acido juniperonico, pinolenico, tassoleico, sciadonico) che hanno un doppio legame in posizione 5, separato da più di un gruppo metilenico rispetto al doppio legame successivo.